# Acanthophyllum glandulosum
Acanthophyllum glandulosum är en nejlikväxtart som beskrevs av Bge. och Pierre Edmond Boissier. Acanthophyllum glandulosum ingår i släktet Acanthophyllum och familjen nejlikväxter. Inga underarter finns listade i Catalogue of Life.